# Mont-Tonnerre
Mont-Tonnerre was een Frans departement in Duitsland van 1798 tot 1814. Het departement was vernoemd naar de Donnersberg. De zetel van het departement was het paleis Osteiner Hof in de hoofdstad Mainz (Frans: Mayence) in het uiterste noorden van het departement.
Mont-Tonnerre omvatte delen van de huidige deelstaten Rijnland-Palts en Saarland. Het was het meest zuidelijk gelegen van de vier departementen die in 1798 gevormd werden bij de Franse annexatie van het gebied langs de linkeroever (westelijke oever) van de Rijn.
Het departement werd gevormd uit het prinsbisdom Mainz, het prinsbisdom Spiers en het keurvorstendom Palts, staatjes die door de Franse revolutionaire legers bezet waren. In 1802 werd de Franse bezetting omgezet in formele annexatie. Jeanbon Saint-André werd aangesteld als prefect van het departement. Bij de Reichsdeputationshauptschluss in 1803 werden de prinsbisdommen Mainz en Spiers en het keurvorstendom Palts formeel opgeheven.
Het departement Mont-Tonnerre bleef bestaan tot de nederlaag van Napoleon Bonaparte in 1814. Bij het Congres van Wenen werd het grondgebied van het departement verdeeld tussen het koninkrijk Beieren (de Beierse Palts) en het groothertogdom Hessen.

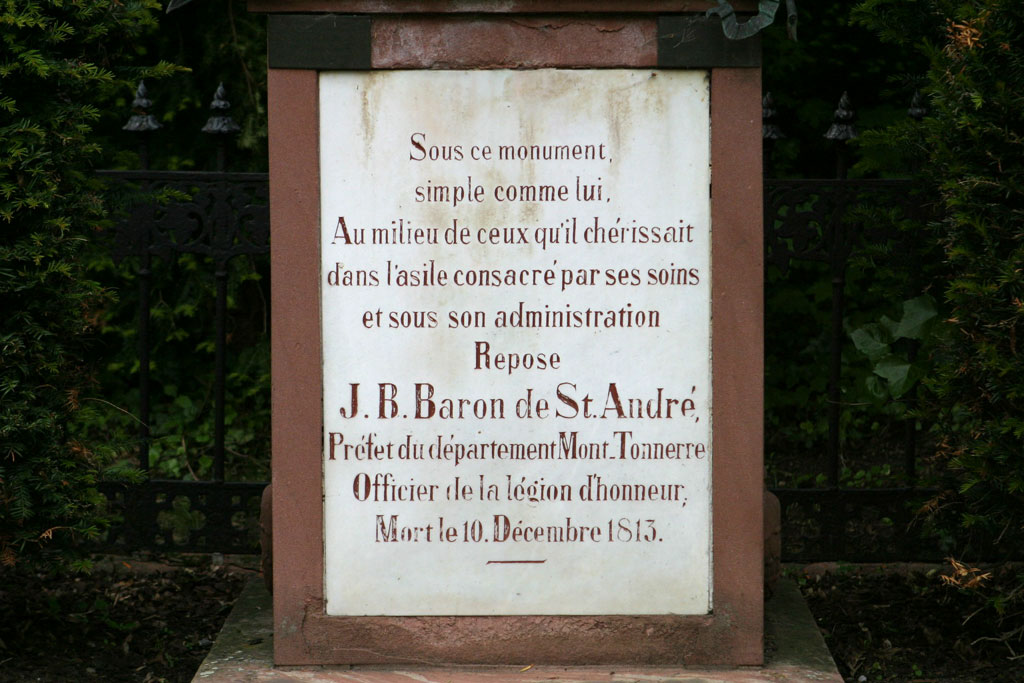
Grafsteen van Jeanbon Saint-André, prefect van Mont-Tonnere

## Bestuurlijke indeling
Het departement was opgedeeld in vier arrondissementen, die op hun beurt weer waren opgedeeld in een aantal kantons:
- Mainz:

Alzey, Bingen, Bechtheim, Ingelheim, Kirchheimbolanden, Mainz, Nieder-Olm, Oppenheim, Wöllstein, Wörrstadt
- Kaiserslautern:

Göllheim, Kaiserslautern, Lauterecken, Obermoschel, Otterberg, Rockenhausen, Winnweiler, Wolfstein
- Spiers:

Bad Dürkheim, Edenkoben, Frankenthal, Germersheim, Grünstadt, Mutterstadt, Neustadt, Pfeddersheim, Spiers, Worms
- Zweibrücken:

Annweiler, Homburg, Hornbach, Landstuhl, Medelsheim, Pirmasens, Waldfischbach, Zweibrücken
- Gemeinsame Normdatei: 4288874-8
- Système universitaire de documentation: 027579220
- Virtual International Authority File: 243411516
- WorldCat: E39PBJth9GT8wR8Tmwv84k8wG3